# Adolf Hurwitz
Adolf Hurwitz, född 26 mars 1859 i Hildesheim, död 18 november 1919 i Zürich, var en tysk matematiker.
Hurwits, som var elev till Felix Klein i Göttingen, var en tid verksam som privatdocent där, blev 1884 e.o. professor i Königsberg och slutligen 1892 professor vid Polytechnikum i Zürich. Hans vetenskapliga arbeten, som är av betydande värde, behandlar bland annat funktionsteori samt högre aritmetik och algebra.